# Phanaeus prasinus

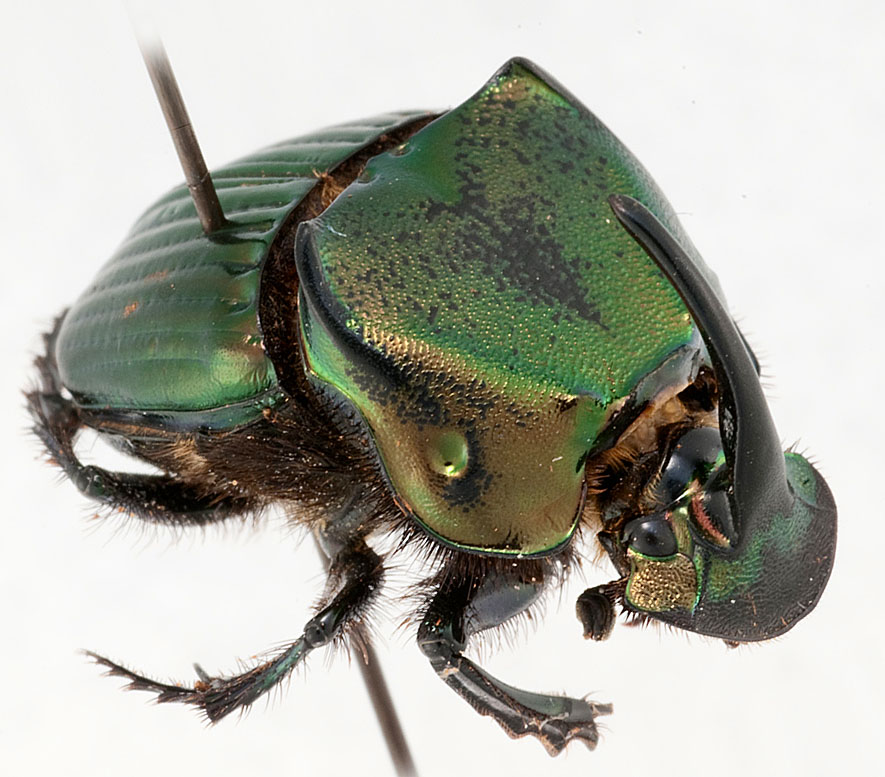

Phanaeus prasinus là một loài bọ cánh cứng trong họ Bọ hung (Scarabaeidae).